# Шермке
Шермке (нем. Schermcke) — община в Германии, в земле Саксония-Анхальт. 
Входит в состав района Бёрде. Подчиняется управлению Ошерслебен (Боде).  Население составляет 633 человека (на 31 декабря 2006 года). Занимает площадь 9,41 км².